# Bludov (kraj środkowoczeski)
Bludov – gmina w Czechach, w powiecie Kutná Hora, w kraju środkowoczeskim.
1 stycznia 2017 gminę zamieszkiwało 27 osób, a ich średni wiek wynosił 50,7 roku.